# Банка Албаније
Банка Албаније (алб. Banka e Shqipërisë) је централна банка у Албанији. Банка Албаније је знатно напредовала у развоју од оснивања, у погледу економских, политичких и друштвених збивања. Главно седиште банке је у Тирани. Банка има пет филијала смештених у Скадру, Елбасану, Ђирокастри, Корчи, и Лушњу.

## Историја
Централна банка је основана 1925. године и носила је назив Национална Банка Албаније све до 1944. Тада је претрпела реформе и носила је назив Државна Банка Албаније све до 1992. године када је основана Банка Албаније. Банка Албаније послује као модерна централна банка.

## Циљ Банке Албаније
Основни циљ Банке Албаније је постизање и одржавање стабилности цена. У сарадњи са облигацијама које се развијају из закона, Банка Албаније практикује и примењује политике постизања свог примарног циља држања инфлације под контролом. Поред примарног циља, Банка Албаније промовише и подржава развој девизног режима и система, домаћег финансијског тржишта, платног система и доприноси побољшању услова монетарног и кредитног осигурања.
Једна од улога Банке Албаније јесте да управља државном валутом балансирањем валуте у оптицају и кредита унутар економије. Банка Албаније управљањем валутом настоји да постигне равнотежу између два екстрема, а то је промовисање економског раста одржавањем стабилности цена.
Још једна улога Банке Албаније јесте то што делује као фискални агент најважнијем клијенту у земљи – Влади Албаније. Будући да је централна банка Албаније, банка обавља широк спектар финансијских услуга које се баве милијардама албанских лека. Влада Албаније држи отворен рачун код банке, кроз коју обавља многе домаће и међународне финансијске трансакције. Трезорске операције које се састоје од примања и трошкова које врши Влада се не спроводе у оквиру Банке Албаније, већ преко пословних банака.

## Улога супервизора
Банка Албаније је дужна да надгледа и регулише све активности банака и институција које послују у банкарским активностима унутар земље. Банка Албаније спроводи правила о оснивању банака и институција и лиценцира их. Банка такође надгледа и контролише све активности ових институција како би се осигурало да прате и поштују законе и прописе.
Централна банка надзире банкарски систем у следећим сврхама: 
- да промовише стабилност банкарског система и заштити интересе депонената и јавности;
- да осигура здрав банкарски систем чије су активности транспарентне и регулише тржишну економију;
- да обезбеди окружење поверења инвеститорима и депонентима, уз истовремено омогућавање раста и профитабилности за индустрију.

Улогом супервизора банка има циљ:
- да осигура, кроз одговарајући процес лиценцирања, само да власници и менаџмент, који испуњавају законске, професионалне и етичке захтеве, имају право на улазак на банкарско тржиште; и да имају адекватан капитал у складу са ризицима који се предузимају и да имају оперативне политике и процедуре за контролу тих ризика;
- обезбеди да постојеће банке функционишу у складу са законом и прописима, имају адекватан капитал и ликвидност за предвидиве потребе, одржавају задовољавајући квалитет активе и адекватне ресурсе за надокнађивање перцепционих ризика, примењују међународне стандарде за најбољу праксу у управљању њиховим активностима и спроводе своје послове на начин који није штетан за клијенте и јавност;
- осигура да се банкарски проблеми брзо и ефикасно решавају на начин који штити депоненте у највећој могућој мери и минимизира трошкове за Владу и јавност.

Да би испунили улогу супервизора, банка предузима следеће активности:
- израђује нацрте и ревидира прописе који регулишу приступ систему, пруденцијално функционисање банкарских активности док је у систему, надгледа постигнуте резултате, примања и конзервацију-брод банака, и спроводи усклађеност са тим законима и прописима;
- утврђује проактивне политике и стратегије за надзор појединих банака и банкарског система који се заснивају на процени нераздвојивих ризика;
- развија надзорне процедуре, стандарде и смернице у складу с међународном праксом;
- доследно примењује те процедуре, стандарде и смернице;
- осигурава адекватност особља у смислу броја и стручности како би адекватно надзирала индустрију;
- спонзорише и учествује у редовним комуникацијама са индустријом и другим супервизорима о питањима од заједничког интереса или забринутости.